# Авоар
Авоар (на френски: Avoir) е финансов документ, издаван от банка, в който са посочени разполагаеми парични средства по разплащателна, текуща и влогова сметка или по чужда валута по сметка в чужбина, с която титулярът разполага.
Също така, под авоар може да се разбира и финансов документ, който изразява парично вземане и се издава от продавача към купувача съобразно съответните договори между страните.